# Judd Henkes
Judd Henkes (La Jolla, 4 de marzo de 2001) es un deportista estadounidense que compite en snowboard. Ganó una medalla de bronce en el Campeonato Mundial de Snowboard de 2019, en la prueba de slopestyle.

## Medallero internacional
| Campeonato Mundial | Campeonato Mundial         | Campeonato Mundial | Campeonato Mundial |
| Año                | Lugar                      | Medalla            | Competición        |
| ------------------ | -------------------------- | ------------------ | ------------------ |
| 2019               | Park City (Estados Unidos) | Medalla de bronce  | Slopestyle         |